# Национальный медицинский исследовательский центр глазных болезней имени Гельмгольца
Федеральное государственное бюджетное учреждение «Национальный медицинский исследовательский центр глазных болезней имени Гельмгольца» Министерства здравоохранения Российской Федерации — многопрофильный офтальмологический научно-исследовательский центр в Москве.

## История
История института восходит к глазной клинике для бедных, основанной в Москве по инициативе глазного врача Константина Львовича Адельгейма (1857—1919). Средства на её постройку — 250 тыс. рублей — выделила известная московская меценатка Варвара Андреевна Алексеева (? — 1894). Больница должна была быть посвящена памяти её мужа, потомственного почётного гражданина Андрея Алексеевича Алексеева (? — 1888).
Глазная больница им. В. А. и А. А. Алексеевых открылась 17 ноября 1900 года. В ней оказывали медицинскую помощь всем нуждающимся, бесплатно выдавали лекарства. К 1903 году в Алексеевской глазной больнице было 72 койки и три стационарных отделения — мужское, женское и детское. Вёлся амбулаторный приём до 150—200 человек в день.

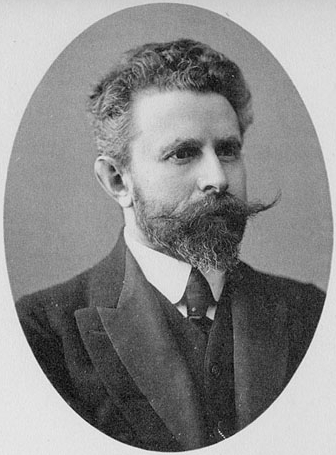
Михаил Иосифович Авербах

В 1903 году главным врачом и директором Алексеевской глазной больницы был избран выдающийся отечественный офтальмолог Михаил Иосифович Авербах (1872—1944).
В 1914 году, с началом Первой мировой войны, Алексеевская глазная больница, не прекращая помощи гражданскому населению, организовала 90 коек для раненых с глазными повреждениями, оказав за этот год амбулаторную помощь почти двум тысячам пациентов и стационарную помощь 622 воинам.
В 1923 году Алексеевская глазная больница была переименована в Глазную больницу им. Гельмгольца, тем самым подчёркивались заслуги выдающегося немецкого учёного перед мировой офтальмологией. К первоначальным лечебным функциям учреждения присоединилась ещё и научно-педагогическая деятельность. Больница располагала обширным и разнообразным клиническим материалом, она стала ценной базой для учебных целей, здесь организована глазная клиника для практических занятий студентов 2-го Медицинского государственного института, а также окулистов из других городов страны.

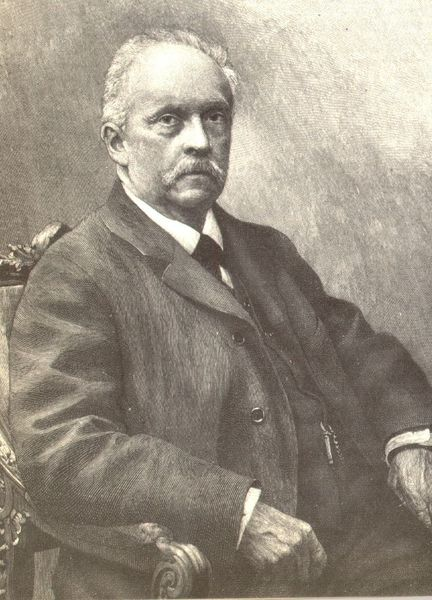
Герман Людвиг Фердинанд фон Гельмгольц

Благодаря стараниям М. И. Авербаха больница постоянно благоустраивалась, расширялась её территория. В 1929 году был открыт новый корпус — хирургический. Для своего времени здание относилось к разряду самых больших и благоустроенных в мире.
За большой вклад в научную и теоретическую офтальмологию глазная больница им. Гельмгольца в 1935 году преобразована в Центральный офтальмологический институт им. Гельмгольца, осуществляющий руководство научной работой всех офтальмологических учреждений страны. Первым директором института стал М. И. Авербах. В годы Великой Отечественной войны в институте был организован военный госпиталь, где оказали помощь раненым.
29 июня 1952 года на территории института был открыт памятник М. И. Авербаху — бюст работы скульптора С. Д. Меркурова и архитектора И. А. Француза.
В институте в разное время работали офтальмологи: член-корреспондент АН и АМН СССР С. В. Кравков, профессоры М. М. Балтин, А. И. Богословский, Э. Ф. Левкоева, З. А. Каминская-Павлова, Г. А. Петропавловская, Д. И. Сергиевский, А. С. Савваитов, П. Е. Тихомиров, М. Я. Фрадкин, Ф. Е. Фридман, Л. А. Кацнельсон, Н. С. Зайцева, Э. С. Аветисов , В. О. Анджелов, А. Ф. Бровкина, Е. С. Вайнштейн, А. А. Яковлев, А. Я. Бунин, Ю. З. Розенблюм, А. М. Шамшинова, доктора медицинских наук Е. М. Белостоцкий, Р. А. Гаркави, В. А. Чечик-Кунина, А. Я. Виленкина, А. А. Малаев.

## Современность
29 апреля 2019 года приказом Министерства здравоохранения Российской Федерации институт переименован в Национальный медицинский исследовательский центр глазных болезней имени Гельмгольца.
В настоящее время в институте работает около 600 человек. Среди них 37 докторов медицинских наук, 17 профессоров, 88 кандидатов медицинских наук, два «Заслуженных деятеля науки».
Ежегодно в институте оказывается консультация и лечение 300 тыс. пациентам амбулаторно и 8 тыс. пациентам в стационаре.

## Состав института
Центр располагается в комплексе зданий по адресам: Москва, Садовая-Черногрязская ул., 14/19 и Суворовская ул., 35.
В состав центра входят отделение экстренной и неотложной помощи, взрослое и детское консультативно-поликлинические отделения, шесть стационарных отделений с 300 койками. Входит центр медицины катастроф «Защита», оказывающий помощь пострадавшим при стихийных бедствиях, террористических актах, катастрофах.
Отделы и лаборатории в составе центра: травматология, пластической хирургии, глазное протезирование; глаукома; контактная коррекция зрения; радиология; патология сетчатки и зрительного нерва; патогистологическая и другие.
Разработки центра: методы хирургического и медикаментозного лечения повреждений глаз, методы удаления магнитных и амагнитных инородных тел в глазах, углеродные имплантаты, применении лазеров с лечебной целью, методы лечения сосудистой и дистрофической патологии глазного дна, способы лечения отслойки сетчатки, новые подходы к лечению глаукомы. 